# Yukarıkızılen, Ulubey
Yukarıkızılen là một xã thuộc huyện Ulubey, tỉnh Ordu, Thổ Nhĩ Kỳ. Dân số thời điểm năm 2010 là 1.208 người.